# Leipziger Land
Leipziger Land là một huyện cũ in Bang tự do Sachsen, Đức. Các huyện giáp ranh (từ phía bắc theo chiều kim đồng hồ) là: các huyện Delitzsch, thành phố không thuộc huyện Leipzig, Muldentalkreis, Mittweida, huyện Altenburger Land ở Thüringen, và huyện Burgenlandkreis, Saalekreis ở Sachsen-Anhalt.

## Lịch sử
Huyện được lập năm 1994 thông qua việc sáp nhập các huyện Leipzig, Borna and Geithain. Tháng 8 năm 2008, huyện này thuộc huyện Leipzig.

## Địa lý
Sông chính chảy qua huyện này là Weiße Elster, chảy qua thành phố Leipzig. Khu vực nam của Leipzig là một khu vực khai thác lignite.

## Các thị xã và đô thị
| Thị xã | Đô thị |
| --- | --- |
| 1. Böhlen 2. Borna 3. Frohburg 4. Geithain 5. Groitzsch 6. Kitzscher 7. Kohren-Sahlis 8. Markkleeberg 9. Markranstädt 10. Pegau 11. Regis-Breitingen 12. Rötha 13. Zwenkau | 1. Deutzen 2. Elstertrebnitz 3. Espenhain 4. Eulatal 5. Großpösna 6. Kitzen 7. Lobstädt 8. Narsdorf 9. Neukieritzsch |